# Labioporella granulosa
Labioporella granulosa är en mossdjursart som först beskrevs av Canu och Bassler 1928.  Labioporella granulosa ingår i släktet Labioporella och familjen Steginoporellidae.
Artens utbredningsområde är Mexikanska golfen. Inga underarter finns listade i Catalogue of Life.